# Mandiner
Mandiner ist eine ungarische Mitte-rechts-Gruppe von Nachrichtenpublikationen, zu der das wöchentliche Nachrichtenmagazin Mandiner und die Internetportale mandiner.hu und Makronóm.mandiner (makronom.mandiner.hu) gehören. Die drei Publikationen haben getrennte Verwaltungen. Sie werden von der 2017 gegründeten Mandiner Press Kft herausgegeben und gehören zur Gruppe der Zentraleuropäischen Presse- und Medienstiftung (KESMA). Mandiner ist der Nachfolger einer Nachrichtenpublikation, die in den frühen 2000er Jahren von Fidelitas, dem Jugendverband der ungarischen nationalkonservativen Partei Fidesz, die Ungarn seit 2010 regiert, herausgegeben wurde. Die gedruckte Wochenausgabe erscheint seit dem 12. September 2019.
Zum 1. Januar 2025 wurde die Verlagsgruppe vom Mathias Corvinus Collegium übernommen.

## Zugehörigkeit
Mandiner bezeichnet sich selbst als nationalliberal und nationalkonservativ. Sie beschreibt ihre Linie mit dem Wort „szabadelvű“, einer ungarischen Version des Liberalismus des 19. Jahrhunderts. „Wir sind nicht unabhängig, aber wir betrachten uns und das uns nahestehende politische Lager auch mit Ironie. Wir glauben an die Vielfalt der Meinungen, die Freiheit, die Tradition und die ungarische Geschichte...“ – schrieb Mandiner auf seiner Facebook-Seite.